# Marc Antoine Muret

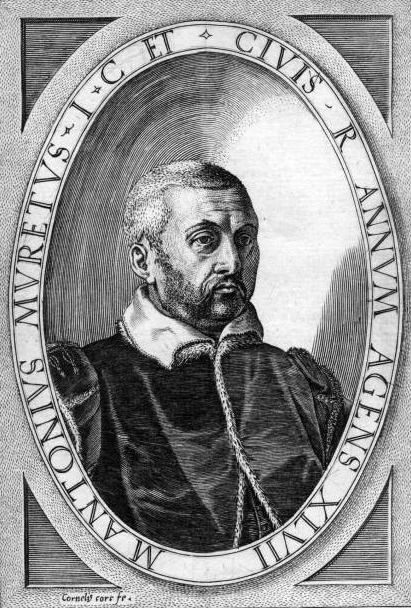
Marc Antoine Muret, porträtt av Cornelius Cort

Marc Antoine Muret, född 12 april 1526 i Limoges, död 4 juni 1585 i Rom, var en fransk humanist.
Muret började tidigt arbeta som lärare, bl.a. i latin i Bourdeaux, där han hade Michel de Montaigne som elev. Han skaffade därefter många inflytelserika vänner i Paris, men 1553 blev han fängslad för sodomi och kätteri. Efter att ha bestämt sig för att svälta sig till döds blev han dock frisläppt tack vare mäktiga vänners ingripande. Efter frisläppandet verkade han som lärare i juridik i Toulouse, men snart uppstod liknande anklagelser och han blev tvungen att fly på nytt tillsammans med sin älskare. Muret levde därefter i Italien och 1563 blev han lärare vid universitet La Sapienza. Han åtnjöt vid den tiden en viss ryktbarhet för sina Variae lectiones och för sin kunskap i retorik. 1572 gavs han romersk nationalitet av påven som tack för sina kulturella insatser och 1576 prästvigdes han. Muret samlade ett stort bibliotek, vars verk utgjorde kärnan till biblioteket hos Collegio Romano och som nu till största delen återfinns i Biblioteca nazionale centrale i Rom.